# Umingan
Umingan (Bayan ng Umingan) är en kommun i Filippinerna. Kommunen ligger på ön Luzon, och tillhör provinsen Pangasinan. Folkmängden uppgår till 58 603 invånare.

## Barangayer
Umingan är indelat i 58 barangayer.
| - Abot Molina - Alo-o - Amaronan - Annam - Bantug - Baracbac - Barat - Buenavista - Cabalitian - Cabaruan - Cabatuan - Cadiz - Calitliton - Capas - Carosalesan - Casilan - Caurdanetaan - Concepcion - Decreto - Diaz | - Diket - Don Justo Abalos (Caroan) - Don Montano - Esperanza - Evangelista - Flores - Fulgosino - Gonzales - La Paz - Labuan - Lauren - Lubong - Luna Weste - Luna Este - Mantacdang - Maseil-seil - Nampalcan - Nancalabasaan - Pangangaan | - Papallasen - Pemienta - Poblacion East - Poblacion West - Prado - Resurreccion - Ricos - San Andres - San Juan - San Leon - San Pablo - San Vicente - Santa Maria - Santa Rosa - Sinabaan - Tanggal Sawang - Cabangaran - Carayungan Sur - Del Rosario |